# Притобольное
Притобольное — село в Притобольном районе Курганской области России. Входит в состав Боровлянского сельсовета. До 2018 г. являлось административным центром Притобольного сельсовета.

## География
Село находится на юге Курганской области, в пределах юго-западной части Западно-Сибирской равнины, в лесостепной зоне, вблизи государственной границы с Казахстаном, на расстоянии примерно 33 километров (по прямой) к юго-востоку от села Глядянского, административного центра района.

### Климат
Климат характеризуется как резко континентальный, с холодной продолжительной малоснежной зимой и тёплым сухим летом. Среднегодовая температура — 1,6 °C. Средняя температура воздуха самого холодного месяца (января) составляет −17,9 °C (абсолютный минимум — −47 °С); самого тёплого месяца (июля) — 19,3 °C (абсолютный максимум — 41 °С). Вегетационный период длится 168 дней. Годовое количество атмосферных осадков — 346 мм, из которых 263 мм выпадает в период с апреля по октябрь. Продолжительность периода с устойчивым снежным покровом равна 157 дням.

## Население
| 1989 | 2002 | 2010 |
| ---- | ---- | ---- |
| 530  | ↘447 | ↘319 |

### Национальный состав
Согласно результатам Всероссийской переписи населения 2002 года, в национальной структуре населения русские составляли 70 %, казахи — 30 %.